# Atelopus glyphus
Espèce
Synonymes
- Atelopus varius glyphus Dunn, 1931

Statut de conservation UICN

 CR A3ce : 
En danger critique
Atelopus glyphus est une espèce d'amphibiens de la famille des Bufonidae.

## Répartition
Cette espèce se rencontre entre 884 et 1 500 m d'altitude, :
- dans le Sud du Panamá dans la Serranía de Pirre ;
- dans le nord-ouest de la Colombie dans le département du Chocó.

## Description

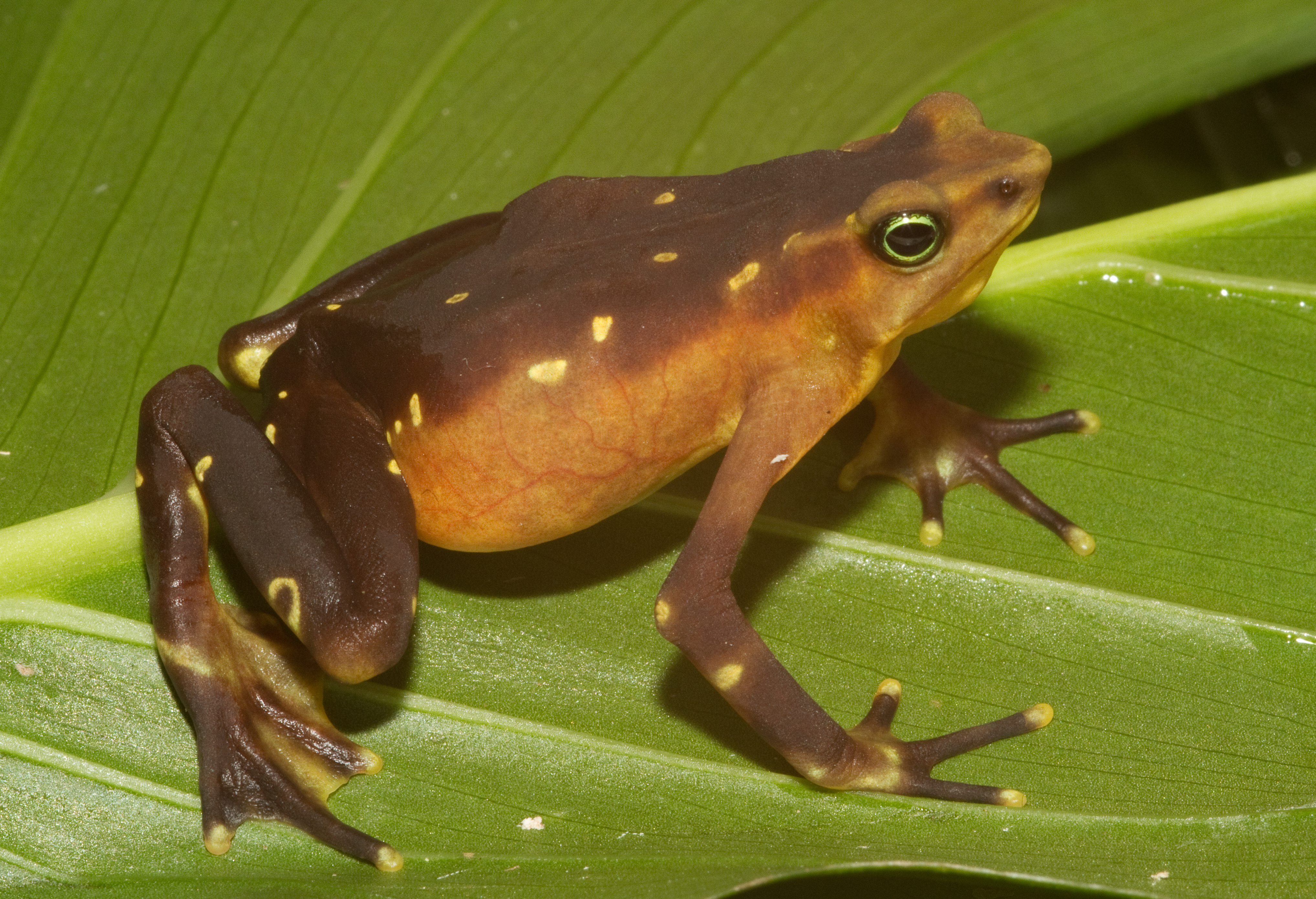
Atelopus glyphus ♀

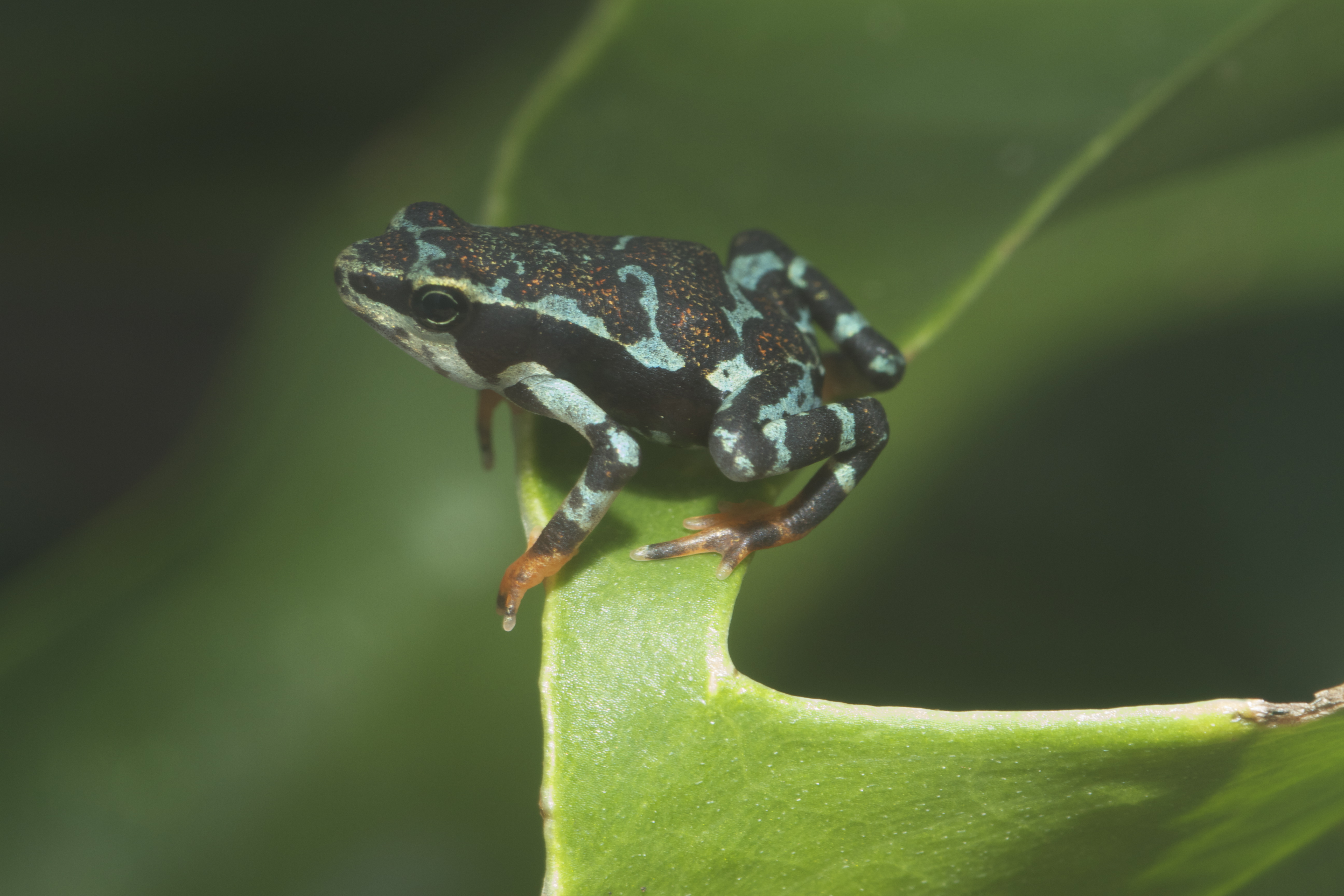
Atelopus glyphus juvénile

Les mâles mesurent jusqu'à 36 mm et les femelles jusqu'à 48 mm.

## Publication originale
- Dunn, 1931 : New frogs from Panama and Costa Rica. Occasional Papers of the Boston Society of Natural History, vol. 5, p. 385–401 (texte intégral).